# فيروس محاكي

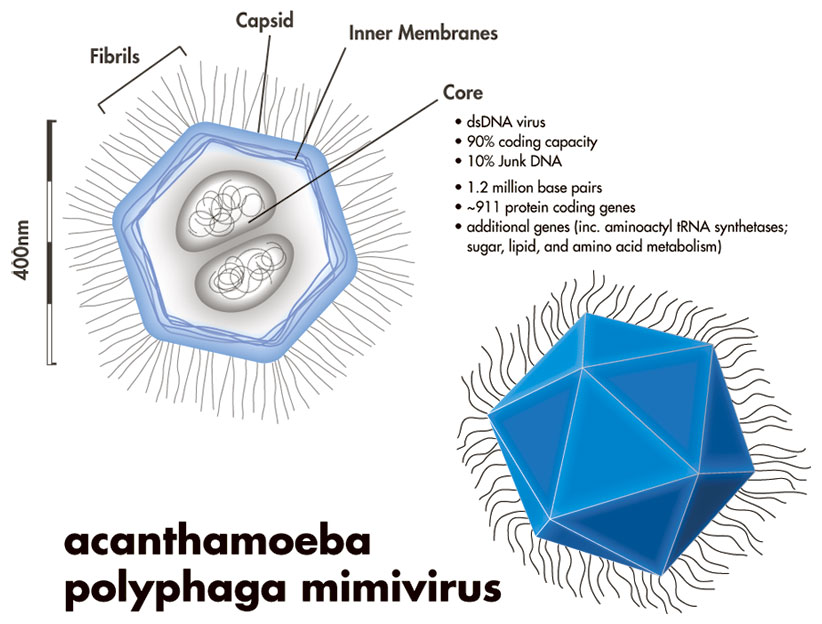
فيروس محاكي شوكيمبي نهم

الفيروس المحاكي (بالإنجليزية: Mimivirus)‏ هو جنس من الفيروسات يضم النوع المسمى الفيروس المحاكي الشوكميبي النهم (APMV).
إن الفيروس المحاكي هو أكبر من جميع الفيروسات المكتشفة ويبلغ قطر قفيصة 400 نانومتر. خيوط البروتين المنتشرة على سطح القفيصة تبلغ 100 نانومتر ما يجعل الطول الإجمالي للفيروس يصل إلى 600 نانومتر.

## التسمية
- Mimivirus = فيروس محاكي
- Acanthamoeba polyphaga = الشَّوكَميبَةُ النَّهِمَة حسب المعجم الطبي الموحد
- Acanthamoeba polyphaga mimivirus = الفيروس المحاكي الشوكميبي النهم